# Bruchkraft
Die Bruchkraft ist ein in der Werkstoffprüfung verwendeter Begriff für die Kraft, die benötigt wird, um einen Prüfkörper zu brechen oder zu zerreißen.
Die Bruchkraft wird meist als Kraft (in N) oder als Bruchspannung (in N/mm²) angegeben.
Beim Zugversuch oder Biegeversuch wird sie definiert durch den Kraftabfall, der auftritt, wenn das Maximum der Kraft überschritten ist, bei der sich der Werkstoff noch plastisch verformt. Fällt die Kraft z. B. um 20 %, so erkennt die Universalprüfmaschine, dass die Probe gebrochen ist. Aus der Bruchkraft lässt sich die Zugfestigkeit des Werkstoffes bestimmen.